# Henrik Toft (fodboldspiller)
 Der er flere personer med dette navn, se Henrik Toft.
Henrik Toft (født 15. april 1981 i Christiansfeld) er professionel fodboldspiller, hvis primære position på banen er som angriber.

## Biografi
Den næsten 2 meter høje (196 cm) angriber Henrik Toft startede sin seniorkarriere i Haderslev Fodboldklub, som senere skiftede navn til HFK Sønderjylland, men fik en lovende karriere i HFK Sønderjylland ødelagt af en salmonella-forgiftning. I hans tid i klubben nåede at spille 4 ungdomskampe og score et enkelt mål på U-20 landsholdet, inden han skiftede til 2. divisionsklubben Lyngby Boldklub. I den efterfølgende vinterpause skifter Henrik Toft til 1. divisionsklubben Fremad Amager, hvor han spiller i halvanden år, hvor han med sine mange scoringer slog sit navn fast som en farlig target-man.
Fremad Amager måtte dog sige farvel til den daværende aktuelle topscorer i 1. division 2005/2006, som tiltrådte i hans nye klub i Vejle med omgående virkning fire måneder før end der oprindeligt var aftalt. I hans sidste kamp for Fremad Amager sad han over med karantæne mod netop sin nye klub, som havde betalt en stor transfer til Fremad Amager. Amagerkanerne vandt dog 3-1 uden topscoreren. I 2005 blev han kåret som Årets spiller i 1. division 2005 og var en vigtig brik på Vejle-holdet, der sikrede sig oprykning til Superligaen i 2005/2006 sæsonen. Den 31. januar 2007 oplyste Vejle Boldklub, at den havde fritstillet Henrik Toft, så han kunne skifte til Herfølge Boldklub med øjeblikkelig virkning – til trods for at han havde kontraktudløb til sommeren 2007.

## Spillerkarriere
- 1996-2002: HFK Sønderjylland (tidligere Haderslev FK), 61 kampe og 23 mål, 1. division og Superligaen.
- 2002-2003: Lyngby Boldklub, 24 kampe og 13 mål, 2. division
- 2004-2005: Boldklubben Fremad Amager, 40 kampe og 19 mål, 1. division
- 2005-2007: Vejle Boldklub, 32 kampe og 7 mål, 1. division og Superligaen
- 2009-2010: HB Køge, 33 kampe og 7 mål, Superligaen
- 2010-2011: Odense Boldklub 25 kampe og 2 mål, Superligaen
- 2011-: AC Horsens 5 kampe og 3 mål, Superligaen